# Филиппов, Анатолий Тимофеевич
Филиппов Анатолий Тимофеевич (6 сентября 1936 года, д. Узда — 23 июня 2012 года, Белорецк) — инженер-металлург, лауреат Государственной премии СССР (1987).

## Биография
Филиппов Анатолий Тимофеевич родился 6 сентября 1936 год в дер. Узда Минской области БССР.
В 1959 году окончил Ждановский металлургический институт.
Место работы: с 1959 года работал на Белорецком металлургическом комбинате вальцовщиком, в 1961—1965 года мастером, с 1966 года — конструктором, с 1967 года — ст. мастером, с 1971 года — зам. нач. цеха, с 1976 года — зам. директора, в 1980—1996 годах — зам. нач. прокатного цеха-стана 150.
Филиппов Анатолий Тимофеевич участвовал в разработке и внедрении технологии производства катанки. Имеет 7 авторских свидетельств на изобретения.

## Награды и звания
- Государственная премия СССР (1987)